# União das Freguesias de Vilar de Perdizes e Meixide
Die União das Freguesias de Vilar de Perdizes e Meixide ist eine portugiesische Gemeinde (Freguesia) im Kreis (Concelho) Montalegre im Norden Portugals.

## Geschichte
Die Gemeinde entstand im Zuge der Gebietsreform vom 29. September 2013 durch die Zusammenlegung der ehemaligen Gemeinden Vilar de Perdizes und Meixide.
Vilar de Perdizes wurde Sitz der neuen Verwaltung.

## Demographie
| Freguesia | Freguesia                   | Freguesia | Freguesia       | ehemalige Freguesias | ehemalige Freguesias | ehemalige Freguesias | ehemalige Freguesias |
| --------- | --------------------------- | --------- | --------------- | -------------------- | -------------------- | -------------------- | -------------------- |
| Wappen    | Freguesia                   | Einwohner | Fläche in (km²) | Wappen               | Freguesia            | Einwohner            | Fläche in (km²)      |
|           | Vilar de Perdizes e Meixide | 463       | 37,04           |                      | Vilar de Perdizes    | 460                  | 25,65                |
|           | Vilar de Perdizes e Meixide | 463       | 37,04           | Meixide              | 88                   | 11,4                 |                      |